# XL Re
A XL Capital Ltd. é uma empresa de seguros e resseguros, fundado em 1986 como EXEL Limited por 68 das maiores empresas globais do mundo. Está sediada na Ilhas Cayman e nasceu em resposta à grave escassez de seguros de responsabilidade civil no Estados Unidos.
Em dezembro de 2008 recebeu autorização da Susep para operar como ressegurador local no Brasil, através da XL Resseguros Brasil S/A.